# Lijst van plaatsen in Pembrokeshire
Dit is een lijst van steden, plaatsen en dorpen het graafschap Pembrokeshire, Wales.

## A
- Abercych, Abereiddy, Abercastle, Ambleston, Amroth, Angle

## B
- Bosherston, Boulston, Brawdy, Bridell, Brithdir Mawr, Broad Haven, Broadmoor, Broadway, Burton

## C
- Caldey Island, Camrose, Capel Colman, Carew, Castellan, Castlebythe, Castlemartin, Cilgerran, Cilrhedyn, Clarbeston, Clarbeston Road, Clunderwen, Clydau, Clynderwen, Coedcanlas, Cold Blow,  Cold Inn, Cosheston, Cresselly, Cresswell Quay, Crinow, Croft, Cross Hands, Crymych, Cwm yr eglwys, Crundale, Crunwere, Cuffern

## D
- Dale, Dinas Cross, Dreen Hill, Druidston, Dudwell, Dunston

## E
- East Williamston, Eglwyswen, Eglwyswrw

## F
- Fishguard, Freystrop, Freshwater East, Freshwater West

## G
- Goodwick, Granston, Grondre, Gumfreston

## H
- Hakin, Haroldston St. Issells, Haroldston West, Hasguard, Haverfordwest, Hayscastle, Henry's Moat, Herbrandston, Hill Mountain, Hodgeston, Honeyborough, Hook, Houghton, Hubberston, Hundleton

## J
- Jameston, Jeffreston, Johnston Jordanston

## K
- Kete, Keyston, Kilgetty

## L
- Lambston, Lampeter Velfrey, Lamphey, Lawrenny, Letterston, Little Haven, Little Hasguard, Little Honeyborough, Little Newcastle, Little Milford, Llanddewi Velfrey, Llandeilo Llwydarth, Llandeloy, Llandissilio, Llandruidion, Llanfair-Nant-Gwyn, Llanfair-Nant-y-Gôf, Llanfihangel Penbedw, Llanfyrnach, Llangan, Llangloffan, Llangolman, Llangwm, Llanhowell, Llanion, Llanllawer, Llanreath, Llanreithan, Llanrhian, Llanstadwell, Llanstinan, Llanteg, Llantood, Llanwnda, Llanycefn, Llanychaer, Llanychlwydog, Llawhaden, Llys y fran, Loveston, Ludchurch, Lydstep

## M
- Maenclochog, Maiden Wells, Manorbier, Manordeifi, Manorowen, Marloes, Mathry, Martin's Haven, Meline, Merlins Bridge, Milford Haven, Milton, Minwear, Molleston,  Monington, Monkton, Morvil, Mounton, Moylgrove, Mynachlog-ddu

## N
- Narberth, Nash, Nevern, New Hedges, New Moat, Newgale, Newport, Newton North, Neyland, Nine Wells, Nolton, Nolton Haven

## P
- Panteg, Pembroke, Pembroke Dock, Pembroke Ferry, Penally, Pennar, Penrydd, Pentlepoir, Pleasant Valley, Pontfaen, Port Lion, Porthgain, Portheiddy, Poyston Cross, Puncheston, Pwllcrochan, Pwll Deri

## R
- Redberth, Reynalton, Rhoscrowther, Rhosson, Rhosycaerau, Robeston Wathen, Robeston West, Roch, Rogeston, Rosebush, Rosemarket, Rudbaxton

## S
- Sandy Haven, Saundersfoot, Sardis, Scleddau, Scolton, Slebech, Solva, South Dairy, Spittal, St Brides, St Davids, St. Dogmaels, St. Dogwells, St. Edrins, St. Elvis, St. Florence, St. Ishmael's, St. Issells, St. Nicholas, St. Petrox, St. Twynnells, Stackpole, Stepaside, Steynton, Summerhill

## T
- Talbenny, Tangiers, Tavernspite, Templeton, Tenby, Thornton, Tiers Cross, Trecwn, Treffgarne, Treffgarn Owen, Trefin, Troopers Inn

## U
- Upton, Uzmaston

## V
- Vorlan

## W
- Wallis, Walton East, Walton West, Walwyn's Castle, Warren, Waterston, West Williamston, Whitchurch, Whitehill, Whitechurch, Wisemans Bridge, Wiston, Withybush, Wood, Wooden, Woodstock, Wind Mill Hill, Wolf's Castle, Wolfsdale

## Y
- Yerbeston